# 援助交際
援助交際（えんじょこうさい）は、日本で金銭などを目的として性行為やデートなどを行う男女交際の形態の1つである。金銭的援助を目的とした男女交際を建前としているものの、実際には売春・買春・人身売買の別称である。典型的には、男性が金銭を支払って女性と性行為を行うことである。18歳未満の者と性行為を行うことが多く、しばしば売春・買春の問題として取り上げられる。インターネットが急速に普及した2000年代以降は、SNSや出会い系サイトなどを通じて行われることが多い。略称は援交（えんこう）。援助交際と意味が似た言葉に、パパ活がある。

## 概要
矢島・宮台（1997）によれば、「援助交際」という用語には3つのルーツがある。1つめは、1980年代前半の愛人バンクにおける「長期的愛人契約」を意味するものである。2つめは、1990年代前半のダイヤルQ2などに関して「売春」を意味するものである。3つめは女子高生デートクラブの間で使われたもので、「売春」行為または「非売春」行為を意味するものである。
元々は日本の若者が使う売春の隠語であった。しかし次第に社会に広まっていき、1996年には「援助交際」という言葉は流行語大賞にも入賞するほど世間一般に知られるようになった。
そのため、現在は援助交際を「円光」、「￥」、「サポ」（サポート）、「○」（円=援助）、「割り切り」などと表現する場合があり、金銭交渉には「ホ別3」（ホテル代は別で3万円、の意）、「ゆきち5」（5万円の意）、「20k」（20×1000=2万円の意）、「いちご（苺）」（1万5千円の意）など、婉曲した表現をする場合が多い。
日本で初めて援助交際が社会問題となったのは1990年代であり、当時の高校生は主に1970年代後半から1980年代初頭生まれのポスト団塊ジュニア世代に当たる。
なお、現在使われている女子高生の略語である「JK」は、元々は2000年代初頭の出会い系サイト全盛期の頃に援助交際を行っていた者が隠語として使用していた、れっきとした援助交際由来の言葉であるが、2000年後半頃からの「KY」ブームで女子高生自らがJKと自称するようになり、2010年代以降は一般層にも浸透したという経緯がある。
女性が金銭を支払う交際の場合は、逆援助交際、逆援、逆サポなどと呼ぶ場合がある。

## 日本以外の国
英語では日本語をローマ字で表した「Enjo kōsai」として紹介されることがある。財団法人大阪府男女共同参画推進財団は、女子学生から主婦までが関わる児童買春や売春として説明している。
学生の素人売春自体はアメリカと西ヨーロッパにも存在しており、金銭などを得る側を「シュガーベイビー」 (sugarbaby)、支払う側の男性をシュガーダディー (sugar daddy) ・女性をシュガーママ (sugar mama) またはシュガーマミィ（sugar mommy）という。

## 日本の法律

### 未成年者の場合
援助交際を行った者が児童（法律によって違うがここでは18歳未満の者）で、その児童に対して客が性交の相手となるよう誘引し、金銭と引き換えに性的行為を行った場合には、日本では児童買春・児童ポルノ処罰法によって、児童買春とみなされる。児童との性行為やわいせつな行為は金銭の収受の有無によらず処罰を受け、さらに、成人が16歳未満の性的同意年齢に達していない少年（男女ともに少年と呼称される。少年法や児童福祉法は性別無関係に20歳未満の者または小学1年生～17歳の者を少年と呼ぶ）を相手にした性行為は、合意の有無に関わらず不同意性交等罪・不同意わいせつ罪が適用される（そもそも法的に有効な「合意」は取れない）。
援助交際の過程で、児童の着用済み下着等の売買が行われる場合がある。また、一時的な交際（カラオケや食事を共にするだけ）という条件で合意し、それに対する金銭の授受が行われることもある。これらは性的行為を伴わないため淫行条例には違反せず、また買春行為にも当たらない。ただし行き過ぎた行為に対しては、青少年保護育成条例や児童福祉法（対象は18歳未満）、未成年略取・誘拐罪（対象は成人年齢引き下げ前は20歳未満、引き下げ後は18歳未満）が適用された事例がある。

### 成人の場合
援助交際を行った者が成人で、その成人と客が金銭と引き換えに性的行為を行った場合には、パパ活を行った者が売春防止法違反を問われることになる。売春防止法は、売春をする目的で「公衆の目にふれるような方法で、人を売春の相手方となるように勧誘すること」を禁止しており、違反者には6カ月以下の懲役または一万円以下の罰金が課される（同法5条1項1号）。

## 日本における歴史的経緯
ここでは、援助交際が行われる舞台の変遷について記載する。

### 1980年代
- 1982年頃に、女子大生を売りにした愛人バンク「夕ぐれ族」が世間から注目を集め、類似組織が多数生まれた。
  - 1983年（昭和58年）12月、その夕暮れ族を設立した女性社長が売春斡旋容疑で逮捕され、愛人バンクブームは終焉した。
- 1985年の風俗営業法改正後に「テレフォンクラブ」（テレクラ）が注目される。
- 1986年4月3日の朝日新聞夕刊（東京版）の記事に、「テレクラで男性客とデートをしていた家出中の女子高生が補導された」という内容が掲載された。同記事によれば、テレクラは1985年秋頃から新宿・渋谷などに急増し、この頃までに100軒ほどあったという。

### 1990年代
- バブル崩壊直後の1992年から1993年にかけて、スカートを短くしてルーズソックスを履いた女子高生が登場し、物珍しさからそれをマスメディアが「コギャル」と呼び頻繁に取り上げた。以降、1980年代から続いていたOL・女子大生ブームと入れ変わる形で世間から注目を集め、「女子高生ブーム」が発生した。それ以前の1980年代にも、おニャン子クラブ等のヒットで女子高生が注目された時期があったものの、あくまでエンタメ業界が中心で尚且つ同世代の学生をターゲットとしていた局地的な流行であった。しかし、1990年代前半からの女子高生ブームは実社会の一般の女子高生を中心とした流行であり、大人にまでその流行が到達していたことが、それ以前の状況とは大きく異なっていた。
- そのような流れの中で女子高生ブームは性産業にまで波及してしまい、同時期に誕生した「ブルセラショップ」は社会問題となった。1993年（平成5年）8月には、古物営業法および職業安定法違反で警視庁は初めてブルセラショップを摘発した。
- 1994年にはダイヤルQ2を使い「援助交際クラブ」（デートクラブ）と称し、児童を使って売春（組織売春）をしていた業者が摘発されたことがきっかけで、マスコミに初めて「援助交際」のワードが出現するようになる[14]。
  - また、同年には宮台真司の著書『制服少女たちの選択』が話題となり、援助交際が世間に知られるきかっけとなった。宮台は援助交際を個別の道徳意識や成育環境の問題としてではなく、日本の社会システムの問題として分析している。
- 1995年以降、1993年前後から既に流行していたポケットベルや携帯電話・PHSが社会人や青少年に爆発的に普及しはじめ、家族や学校などの周囲に悟られないコミュニケーションが可能となった。また、バブル崩壊等による機能不全家族の増加とそれに伴うネグレクトや、平成以降の日本の核家族の増加による親子関係の希薄化と非行問題の関連が指摘され始める。
- 1996年に『週刊文春』にて、援助交際についてのルポルタージュが連載される[注 1]。レポーターの黒沼克史はテレフォンクラブやデートクラブに潜入し、その実態を抉り出して世間を騒然とさせた。このルポルタージュは純粋な調査報道だったが、これがいったん世に出ると大衆紙や低俗週刊誌は興味本位に書き立て、それまで援助交際など知らなかった女の子たちまでやりたがるようになり、それがまた報道を過熱させるという悪循環が起きた[15]。こういった経緯で当時日本中で話題になっていった「援助交際」という言葉は、この年ユーキャンが主催する毎年恒例の流行語大賞にノミネートされた。流行語大賞（の選考）で「援助交際」は惜しくも年間大賞を逃したものの、上位でのトップテン入りを果たし、全国放送されたテレビ特番の授賞式で「援助交際」が発表され、1996年の日本を象徴する流行語となった。「援助交際」は特に（1990年代前半から）"女子高生ブーム"を起こしていた当時の女子高生を象徴する言葉であったが、女子高生以外の学生（専門学生・短大生・大学生・大学院生）やフリーター・女性会社員・女性公務員・主婦なども幅広く象徴する流行語であった。
- 1996年の東京都生活文化局の男子を含む当時の中高生を対象にした調査によると、援助交際を経験したことがある者は3.3％。1997年のベネッセ教育研究所の調査では、女子を対象として4.4％であった[16]。
- 1997年、援助交際の急増を受けて警察（大阪府警）により「援助交際は売春です。」との内容のポスターが製作され、同じ内容のテレビコマーシャルも全国放送されるにまで至った。
- 1999年にはNTTドコモがiモードのサービスを開始し、iモード用の匿名掲示板や出会い系サイトが登場して社会問題となる。
- 1999年11月1日、援助交際の社会問題化を受けて「児童買春、児童ポルノに係る行為等の規制及び処罰並びに児童の保護等に関する法律」が施行され、法規制が強化された。

### 2000年代
- 2003年に「出会い系サイト規制法」が制定され、法規制が強化された。
- 2006年、法規制が行われた出会い系サイトと入れ替わる形で店舗型の「出会い喫茶」が拡大する。法規制が明確でない業態であることから、新たな援助交際の温床となる可能性が指摘されていた[注 2]。
- 2008年頃から、後に「JKリフレ」と呼ばれる形態の店舗が拡大し始める。

### 2010年代
- 2010年7月4日に風営法施行令が改正され、出会い喫茶を「店舗を設けて、専ら、面識のない異性との一時の性的好奇心を満たすための交際（会話を含む。）を希望する者に対し、当該店舗内においてその者が異性の姿態若しくはその画像を見てした面会の申込みを当該異性に取り次ぐこと又は当該店舗内に設けた個室若しくはこれに類する施設において異性と面会する機会を提供することにより異性を紹介する営業」と定義して、性風俗関連特殊営業の規制対象とし、2011年1月1日より施行された。これにより、出会い喫茶は18歳未満の者の立ち入りや営業地域・営業時間・広告宣伝などが全国的に規制されるようになった。
- 出会い喫茶が規制された2011年以降、入れ変わるような形で秋葉原を中心に所謂「JKビジネス」店が急拡大し、2010年代前半から後半にかけて国際的な社会問題となる。
- 2013年4月以降、警察は「JKリフレ」「JK撮影会」「JKお散歩」等の「JKビジネス」に従事している、18歳未満の従業員を補導の対象とした[17]。
- 2014年には、アメリカ合衆国国務省がレポートを纏めた『人身売買に関する年次報告書（英語版）』において、日本の「JKお散歩」が性目的の人身売買の例として取り上げられた[18][19]。
- 2015年3月には全国に先駆けて、愛知県が青少年保護育成条例の改正という形で、JKビジネスを「有害役務営業[注 3]」と位置付けて、18歳未満による接客を禁じ、有害役務営業をしている店舗には行政が立ち入り調査し、違反があれば営業停止命令を出し、停止命令違反者は1年以下の懲役又は50万円以下の罰金を科される内容を盛り込む条例『JKビジネス包括的規制条例』が制定され、7月1日に施行された[20]。
- 2017年（平成29年）3月には、警視庁の有識者懇談会（座長：藤原静雄中央大学教授）の提言を受け[21]、東京都がJKビジネスを「特定異性接客営業[注 4]」と位置付けて、18歳未満による接客を禁じ、店舗には行政が立ち入り調査し、違反があれば営業停止命令を出し、停止命令違反者は1年以下の懲役又は50万円以下の罰金を科される内容を盛り込む新条例「特定異性接客営業等の規制に関する条例」が制定され[22]、7月1日に施行された[23]。また条例施行規則では、「特定異性接客営業」における「青少年が客に接する業務に従事していることを明示し、若しくは連想させるものとして東京都公安委員会規則で定める文字、数字その他の記号[注 5]」が規定され、対象となる営業所の名称は条例の規制対象となった。
- 2017年頃から、JKビジネスの摘発の厳罰化に伴い再び店舗の存在しないSNS援交が流行し始める[24]。

### 2020年代
- 2020年頃から、不良行為少年である所謂「トー横キッズ」を中心とした児童売買春が社会問題となる。
- 2023年7月、強制性交、準強制性交罪が「不同意性交罪」として、罰則が強化される。「盗撮処罰法」が新設され、各都道府県の迷惑防止条例ではなく、国の法律により重く罰せられることとなる。
- 2024年、「魔術師教会」の「牛尾ひでき」を名乗る30代前半の男性が、スピリチュアルサイトで知り合った女性に「パパ活」で1日4万円以上稼ぐように指示し、それが達成できない場合に「修行」と称して女性に暴行していた事件が発覚した。また、男性は、女性が2024年3月に出産した際にTelegramを用い、赤ちゃんの遺体を遺棄するようにそそのかした疑いが持たれている。女性は、カバンに遺体を入れて電車で千葉県の犬吠埼に行き、遺体を海岸沿いの崖に捨てた[25]。

## 援助交際防止への取り組み
児童との援助交際を防止するために施行される法令は、「青少年の保護」および「買春の処罰」の両方の観点から行われる。ただ現在では、児童が見ず知らずの大人と容易に接触できる手段から隔離する為の施策のみが重点的に議論されており、匿名性の高いコミュニケーション手段が創生されるたびに、法規制で対応しているのが現状である。
また、法規制が強化される度に新たな業種や形態の児童買売が誕生するためいたちごっこが続いている。
- 1999年11月 - 児童買春・児童ポルノ処罰法が施行される。
- 2003年9月 - 出会い系サイト規制法が施行される。

児童の持つスマートフォンからインターネットにアクセスする際のフィルタリングの是非や、小中学生にスマートフォンを持たせること自体の是非も議論されている。

## 扱った作品

### 漫画
- 闇金ウシジマくん - 真鍋昌平による日本の漫画。
- 君に愛されて痛かった - 知るかバカうどんによる日本の漫画。
- 明日、私は誰かのカノジョ - をの ひなおによる日本の漫画。
- 援助交際撲滅運動 - 山本英夫原作、こしばてつや作画による日本の漫画。

### ドラマ・映画
- 神様、もう少しだけ - フジテレビによる1998年のテレビドラマ。
- パパ活 - エイベックス通信放送とフジテレビによる2017年のテレビドラマ。
- バウンス ko GALS - ホリプロによる1997年の日本の映画。

### 小説
- 天使の恋 - sinによる日本のケータイ小説。
- Deep Love - Yoshiによる日本のケータイ小説。
- ラブ&ポップ - 村上龍による日本の小説。

### 楽曲
- 涙売りの少女 - AKB48の楽曲。
- 硝子の少年 - KinKi Kidsの楽曲。
- 援助交際 - 銀杏BOYZの楽曲。